# Эвгемеризм
Эвгемери́зм — герменевтическая теория толкования мифов, согласно которой религия возникла из культа умерших или живущих «великих людей». Сторонники эвгемеризма полагают, что мифология, а также религия являют собой результат сакрализации истории. В соответствии с этой теорией боги и мифологические персонажи — это фантастические трансформации реальных личностей, а мифы — искажённые исторические повествования. Эвгемеризм не обязательно связан с позднейшей рационалистической критикой мифологических или религиозных представлений. Эвгемеризации определённая мифологическая система может подвергаться и «изнутри», в процессе своего исторического развития. Так, заметными чертами историзации и эвгемеризма обладают китайская и ирландская мифология, многие книги Библии.
Возникновение эвгемеризма как учения традиционно связывается с именем древнегреческого философа Эвгемера. Развившиеся в античную эпоху эвгемеристические представления, пережив расцвет во времена раннего христианства и в Средние века, сохранились до XX века. Эвгемеризм оказал значительное влияние на религиоведение.
Термин «эвгемеризм» в современности неспециалистами понимается чаще всего как некое сведение мифа к вымышленной истории, выдаваемой за исторический факт. Это неточная трактовка, поскольку рационалистические трактовки мифологии не сводятся к эвгемеристам, а суть концепции Эвгемера как таковой иная: концепция историчности богов. Однако и в современной научно-исторической литературе термин может употребляться в двух отличающихся смыслах.
В «широком» смысле эвгемеризм — это возникновение культа богов как следствие обожествления выдающихся людей, свершивших что-либо важного для всего человечества. В качестве предпосылки, вероятно, выступал культ предков-героев. Таким образом, идея эвгемеризма по сути существовала задолго до Эвгемера.
В «узком» смысле эвгемеризм — это именно концепция обожествления древних героев и правителей, системно оформленная Эвгемером. Однако и в этом случае имеются предшественники, герои эпосов, в которых герой «превращается» в божество. Хорошо известный пример — Ахилл, которого чтили и как героя Троянской войны, и как бога. При этом до сих пор идут дискуссии о направлении преобразования образа, был первичным бог или же герой.

## Античный эвгемеризм

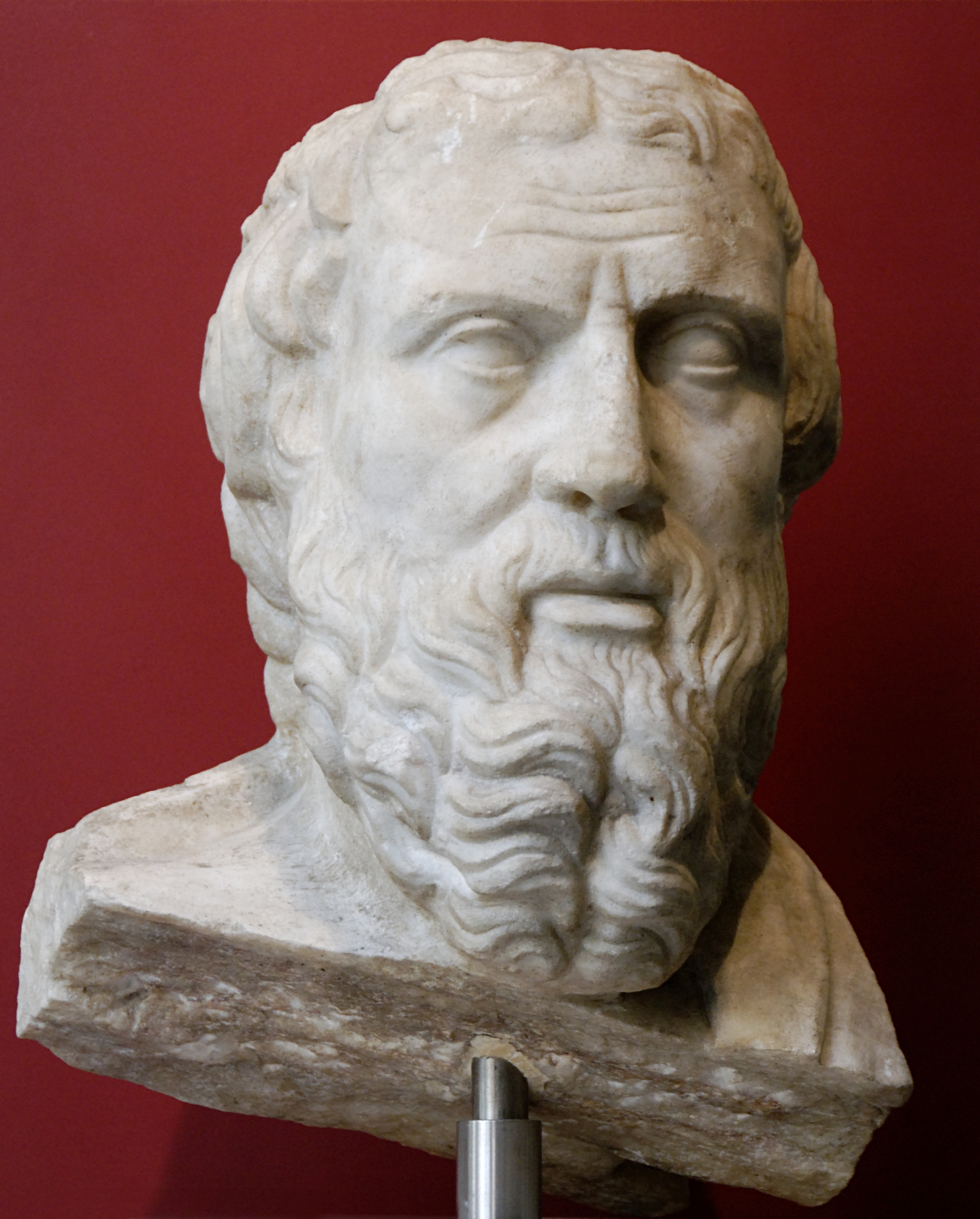
Бюст Геродота

Примеры эвгемеризма встречаются в древнегреческой словесности задолго до Эвгемера, который систематизировал отдельные опыты низведения богов и героев в разряд смертных. Например, ещё Геродот приводил рационалистические трактовки мифов об Ио и о Троянской войне, а софист Продик считал богов великими людьми древности. Возможно, что многие идеи Эвгемер позаимствовал у историка и философа Гекатея, полагавшего, что большинство египетских богов первоначально принадлежало к числу смертных. По его мнению, в начале времён миром управляли пара божеств, воплощающих мужское и женское начало в природе, и пять стихий (пневма, огонь, воздух, вода и земля). Затем, согласно Гекатею, «пришли к власти земные боги, которые сначала были смертными, а затем за разум и за благодеяния для всего человеческого общества удостоились бессмертия; некоторые из них были царями в Египте».
Некоторые племенные боги Азии также «приняли участие» в древнегреческом эпосе, причём именно в качестве героев-правителей «второго плана». Эвгемеризм как явление обнаруживается и вне эллинской традиции. Космогония Санхунйатона (по Филону Библскому) включает обожествление культурных героев. Филон утверждает, что он излагает истинное учение, которое впоследствии было искажено. При этом текст имеет достаточно архаических черт, указывающих на «финикийский эвгемеризм» как самостоятельный феномен, не вторичный относительно эллинского.
Тем не менее в античности подобные переосмысления традиционной мифологии прочно ассоциировались с именем Эвгемера и пользовались определённой популярностью (особенно в эпоху позднего эллинизма), причём самого философа считали атеистом. Историк Диодор Сицилийский, стремившийся гармонизировать исторические факты и мифологические предания, был одним из наиболее ярких последователей Эвгемера и активно использовал методы своего предшественника. Особо ценен помещённый в книге V его «Исторической библиотеки» пересказ «Священной записи», утраченного сочинения Эвгемера.

В трактате Цицерона «О природе богов» приводятся взгляды философов, считавших, что боги прежде были людьми, в том числе и Эвгемера (De natura Deorum: I.118-119):
А те, которые утверждали, будто все эти представления о бессмертных богах были измышлены мудрыми людьми в интересах государства с той целью, чтобы религия приводила к выполнению своих обязанностей по отношению к государству тех, на кого не могут подействовать доводы рассудка? Разве они не разрушили религию до основания? А что оставил от религии Продик из Кеоса, учивший, что люди включали в число богов то, что шло на пользу человеческой жизни? А те, которые учат, что богами после смерти становились или храбрые, или прославленные, или могущественные люди, и их-то мы имеем обыкновение чтить, молиться и поклоняться им, разве не чужды всякой религии? Это учение более всего развивал Евгемер, а наш Энний стал первым из всех его переводчиком и последователем. Евгемер описывает и как боги умирают, и как их хоронят. Как ты думаешь, укрепил он религию или совершенно и целиком её уничтожил?
Философ-скептик Секст Эмпирик в сочинении «Против учёных» передаёт идеи Эвгемера следующим образом:

Эвгемер, прозванный безбожником, говорит: «Когда жизнь людей была неустроена, то те, кто превосходил других силою и разумом, так что они принуждали всех повиноваться их приказаниям, стараясь достигнуть в отношении себя большего поклонения и почитания, сочинили, будто они владеют некоторой изобильной божественной силою, почему многими и были сочтены за богов».

Диодор Сицилийский описывает мнение Эвгемера следующим образом (Diod. V. 67, 5):
«…боги, весьма облагодетельствовавшие человеческую жизнь, не только удостоились почестей, которые подобают бессмертным, но и считаются первыми обитателями Олимпа, после того как они ушли от людей».
Воззрения Эвгемера не сводились к простому обожествлению выдающихся личностей. Он разделяет космос, у которого есть свои боги (силы природы), и социум, богами которого и занимался философ (Diod. Sic. VI, 2, 2). Природа проявляется циклически, космос вечен — поэтому вечны и его боги; социум же однократен и преходящ, поэтому его боги рождаются и умирают. Роль человеческих богов — проведение в социуме радикальных изменений, именно поэтому они затем становятся богами с формулировкой «по всеобщему согласию удостоился бессмертных почестей», неоднократно повторяемоей Эвгемером. Как природные боги упорядочивают Хаос, так и человеческие приводят социальный хаос к порядку (образец — утопия Панхеи). Действия таких богов человеческого социума Эвгемер обозначает словами ήμερόω и ήμίρωσις, которые означают одомашнивание диких растений, а у философа — также и «одомашнивание» мира в целом, построение общества справедливости.
Деление богов на космических и социальных привело к тому, что эвгемеристы в той или иной степени отказывались от первых как от сверхъестественных сущностей. Сам Эвгемер в «Священной надписи» включил Урана как персонажа, Скитобрахион в свои произведения — Солнце (Гипериона) и Луну (Селену), Эпименид же записал в «эвгемеристический пантеон» множество традиционных богов (по сути — всех широко известных) которые получили свои роли в становлении человеческой культуры. Так, Уран является богом неба потому, что обладал знаниями о таковом и делился ими. В концепции эвгемеризма божественность — это не сверхъестественное отождествление с Небом как сакральным объектом, а субъективное, но при этом верное знание о соответствующем объекте. Интересно, что эвгемеристы при этом сохраняли уважение и благочестие по отношению к богам.
Важно понимать, что Эвгемер не занимался рационалистической критикой мифов: он не пытался убрать из них сверхъестественное, как это делали, например, Гераклит Парадоксограф и Палефат, метко указавший, что «которые верят всему, что им говорят». Эвгемер не отрицает мифологию, но создаёт для богов, дополнительно к религиозной, историческую «биографию», в которой они выступают как выдающиеся люди своего времени.
В сатирических произведениях Лукиана, высмеивающих древнегреческую религию, также заметны черты эвгемеристического отношения к богам как к возвеличенным смертным.
Эвгемеризм по сути стал привычным методологическим приёмом, несмотря на сомнительность в историчности прототипов богов. Однако, как отмечает А. Ф. Лосев, эллины «старались анализировать мифологию так, чтобы в ней не было ничего мифологического». По всей видимости, распространению эвгемеризма в Древнем Мире способствовала реальная религиозная практика той эпохи, а именно посмертное или прижизненное обожествление царей Древнего Египта, правителей эллинистических государств, позднее — римских императоров.
Следует заметить, что эвгемеризм не сразу получил признание. Диодор, который понимал суть концепции, уважал и развивал её, — редкое исключение. В основном же в Элладе имя Эвгемера было чуть ли нарицательным в смысле «известный враль» — так, согласно Страбону, было у Полибия. В Риме смысл был другой, но также отрицательный — «известный безбожник», см. Секста Эмпирика (Adv. Math. IX, 17) и Аэция (Plac. I, 7, 1). Далее такое отношение продолжили христианские авторы.
Эвгемеризм являлся одним из видов адаптации мифологии к изменению античной культуры, переросшей непосредственное религиозное восприятие мифов. Разнообразные попытки исторического, аллегорического прагматического и рационального толкования появлялись ещё до Платона, который трактовал разные мифы различно: и религиозно, и рационалистически. Однако впоследствии Плутарх поднял тему важности почтительного отношения к религии, и уже после него платоники по сути заявили нарратив мифов боговдохновенным, и единственным одобряемым методом интерпретации религиозных текстов стал аллегорический, причем именно в теологическом ключе.

## Эвгемеризм и раннее христианство
Уже в ветхозаветной неканонической книге Премудрости Соломона, воспринятой христианством, есть эвгемеристическое толкование идолопоклонства:

Отец, терзающийся горькою скорбью о рано умершем сыне, сделав изображение его, как уже мертвого человека, затем стал почитать его, как бога, и передал подвластным тайны и жертвоприношения. Потом утвердившийся временем этот нечестивый обычай соблюдаем был, как закон, и по повелениям властителей изваяние почитаемо было, как божество.
— Прем. 14:15-16

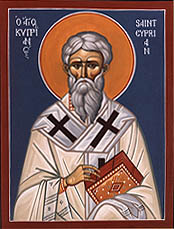
Икона св. Киприана Карфагенского.

Эвгемеризм нашёл себе деятельную поддержку у раннехристианских апологетов. Они использовали аргументацию Эвгемера для утверждения тезиса о том, что языческая (прежде всего — античная) мифология представляет собой плод человеческого вымысла, искажающий истинные представления о Боге. Философ и названное его именем учение удостаивались похвал за отрицание «ложных богов». Эвгемер упоминался наряду с Платоном, Аристотелем и Вергилием как предвосхититель христианства.
Святой Киприан Карфагенский в сочинении «О суете идолов» свободно оперировал доводами, характерными для Эвгемера, воспринимая их как очевидную истину:

Не боги те, кого чтит чернь; всё это видно из следующего. Были когда-то цари, которых близкие к ним по царственному воспоминанию стали потом чтить и после смерти: им учредили храмы и, чтобы удержать в изображении лики усопших, изваяли статуи, закалали жертвы и торжественно праздновали дни, им посвящённые. Впоследствии то, что ближайшими было сделано в своё утешение, для потомков сделалось священным.

В «Протрептике» («Увещевании к язычникам») святой Климент Александрийский положительно отзывается о критиках античной религии, обвинённых в безбожии, называя в их числе Эвгемера:

Ведь хотя они и не постигли истину, но предположили ошибку. Этот проблеск разума — отнюдь не малое семя, из которого произрастает истина.

В полемике с язычниками автор «Протрептика» приводит множество характерных для эвгемеризма примеров обожествления исторических лиц и противоречий в мифах. Однако в то же время эвгемеризм использовался как топос риторики в межрелигиозной полемике не только против язычества, но и против христианства, указывая на Иисуса Христа как на реально жившего человека.
Цитаты из утраченного сочинения Эвгемера и отрывочные сведения о его жизни, философии и сходных взглядах других античных мыслителей сохранены в трудах Августина, Лактанция, Евсевия Памфила.

## Средневековый эвгемеризм

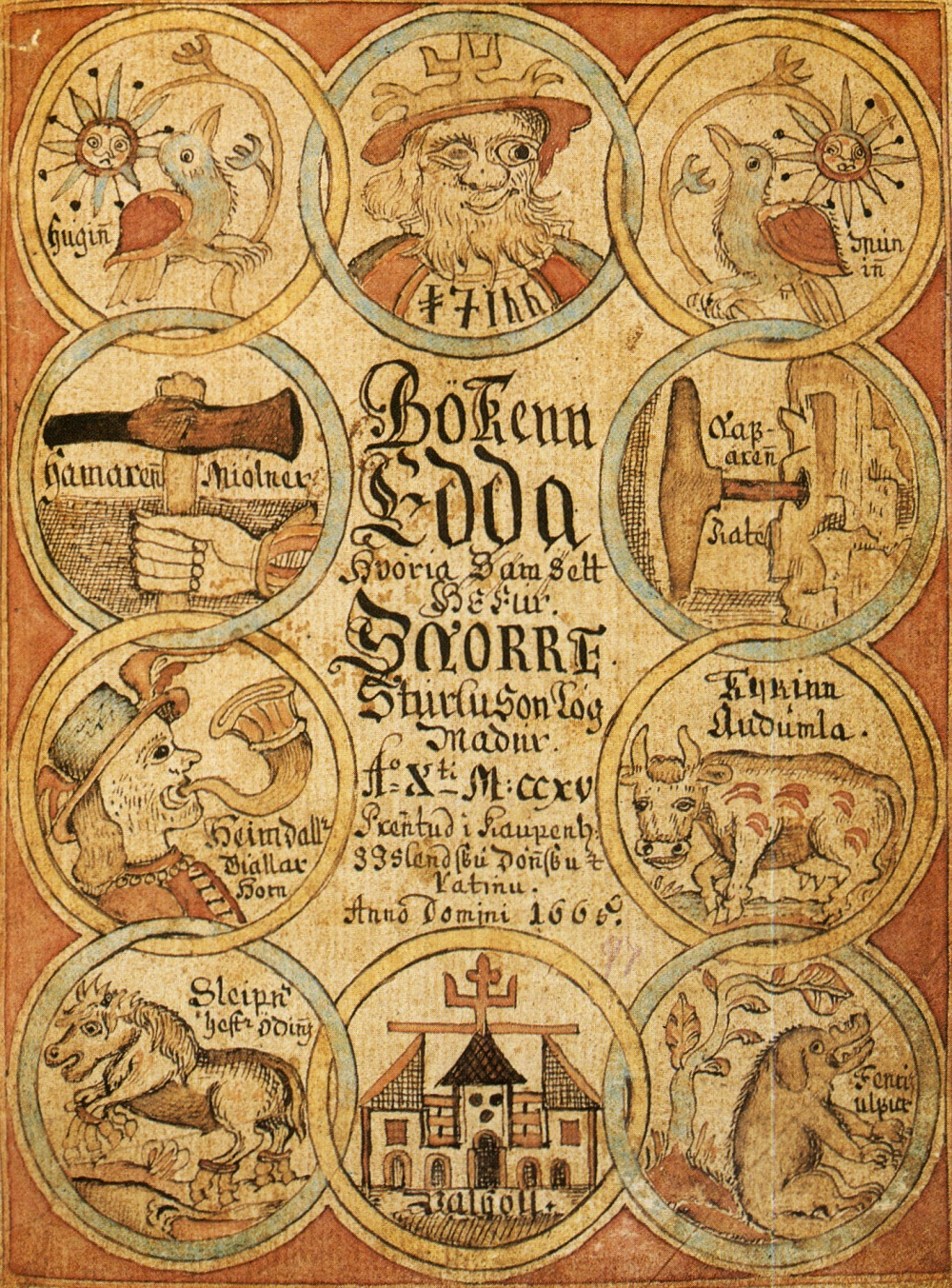
«Младшая Эдда». Исландская рукопись XVIII века.

Книжники Средних веков следовали традиции, заложенной раннехристианскими апологетами, используя эвгемеристическую аргументацию для борьбы с язычеством. С их точки зрения, языческие боги представляли собой великих царей и героев древности, обожествлённых за выдающиеся заслуги перед их народами. Так, эвгемеристические истолкования античных мифов в изобилии встречаются в «Этимологиях» святого Исидора Севильского, в «Хронографии» византийского историка Иоанна Малалы и множестве других сочинений средневековых авторов.
В это же время эвгемеристическая критика распространяется не только на античную мифологию, но и на другие мифологические системы. Например, ирландские монахи, стремясь освободить записываемые ими предания от явно языческих элементов, подвергали их эвгемеризации: боги становились царями, воинами и колдунами, а связанные с ними мифы делались частью национальной истории.
Нечто подобное происходило и со скандинавской мифологией. В написанной около 1220 года «Младшей Эдде» исландский скальд и историк Снорри Стурлусон утверждает, что скандинавские боги — это вожди и короли древности; с его точки зрения, их культы выросли из поклонения местам их погребения. Снорри Стурлуссон возводит родословие «отца богов» Одина к троянскому царю Приаму, связывает слова «асы» и «Азия». Согласно «Младшей Эдде», Один вместе с большой группой людей переселился из Трои на Север; по пути их «принимали скорее за богов, чем за людей». Одину приписывается основание королевских родов Дании, Швеции и Норвегии.
Образцы эвгемеризма есть и в культуре Древней Руси. В конце «Повести временных лет» славянские языческие боги упоминаются подчёркнуто нейтрально, подобно историческим персонажам; в апокрифе «Хождение Богородицы по мукам» упоминаются грешники, которые Трояна, Хорса, Велеса, Перуна «на богы обратиша», то есть «превратили в богов», «обожествили». Е. В. Аничков полагает, что в обоих случаях речь идёт об эвгемеристическом низведении божеств. По его мысли, для древнерусского книжника языческие боги — лишь давние предки; «по нечестию их некогда обоготворяли»; после же принятия крещения перестали люди заблуждаться и теперь, вовсе не содрогаясь при имени какого-либо языческого бога, отлично понимают, что имя это просто принадлежало такому же человеку, только человеку выдающемуся, так что стоит даже и вспомнить его добром. Вне летописи подобный взгляд выражен в русской вставке «Хождения Пресвятыя Богородицы по мукам».
Примером эвгемеризма по отношению к античной мифологии служат изображения на дверях Троицкого собора Свято-Троицкого Ипатьевского монастыря в Костроме (XVI век). Наряду с пророками и волхвами на дверях изображены Менандр и Платон, чьё творчество воспринималось как предвосхищение христианства, а также бог Аполлон, изображение которого сопровождает надпись:

Аполлон не бог, но жрец, но есть Бог на небеси, и Ему снити на землю и воплотитись от девы чистыя, в Него же аз верую, а по моей смерти 1800 лет снити ему на землю…

Именно благодаря эвгемеризму боги Олимпа «пережили» средневековье, хотя, разумеется, воспринимались не религиозно, а культурологически. Ренессанс по сути — это восстановление «классических форм» античности, как выразился Жан Сезнек. Поскольку мифологическое наследие Древней Греции уже не воспринималось теологически, оно могло быть воспринято и даже ассимилировано христианством как культурное наследие.
Мирча Элиаде подчёркивает значение христианского эвгемеризма для сохранения античного наследия в Средние века:

Благодаря аллегорическому переосмыслению и эвгемеризму, а особенно благодаря тому, что вся литература и пластические искусства концентрировались вокруг мифов о богах и героях, эти боги и герои Древней Греции не были забыты, несмотря на длительную демифологизацию и победу христианства… Это мифологическое наследие могло быть принято и ассимилировано христианством только потому, что не составляло более живого религиозного смысла и значения.

## Эвгемеризм в Новое время

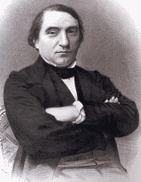
Эрнест Ренан

В исторической и богословской науке Нового времени взгляды христианского эвгемеризма господствовали до конца XVIII века. В этом отношении внимания заслуживает исторический труд Исаака Ньютона «Хронология древних царств» (англ. The Chronology of Ancient Kingdoms, 1728), в котором английский учёный, обобщая опыт античных, средневековых и современных ему историков, по сути дела сводит мифологию и историю в единый поток. Для Ньютона не существует границы между историей и мифологией: Сатурна он считает древним правителем Италии, Хирона — одним из создателей астрономии, Осириса — убитым во время междоусобиц фараоном.
Особенно прочны позиции эвгемеризма были во Франции, где появился один из самых авторитетных трудов того времени, посвящённых мифологии, — трёхтомное сочинение аббата Антуана Банье «Мифология и баснословие, объяснённые исторически» (фр. Mythologie et la fable expliqués par l'histoire, издано в 1758 году). Его автор целиком разделял взгляд на языческие мифы как на своеобразно искажённую историю.
В то же самое время эвгемеристической критике подвергалось и само христианство. Деисты и атеисты XVII—XVIII веков с помощью эвгемеристических доводов критиковали Священное Писание христиан, считая его собранием деформированных суеверий и фанатизмом исторических хроник. Таких воззрений, в частности, придерживались Давид Юм и Вольтер, написавший «Диалоги Эвгемера» (образ Эвгемера у Вольтера исторически недостоверен: в частности, он описан как деист).
В XIX веке бурно развивается критика христианства с использованием некоторых эвгемеристических методов, особенно в сочинениях Давида Фридриха Штрауса и Эрнеста Ренана, видевших в Иисусе Христе обожествлённую историческую личность.
Давид Фридрих Штраус в своей книге «Жизнь Иисуса» (нем. «Das Leben Jesu»), впервые изданной в 1935 г., указывал на наличие мифотворчества относительно жизни Иисуса, возникшего в период устной передачи его деяний, то есть после смерти, но до написания Евангелий и их догматизации. Кроме того, он признавал бога как первоисточник мира, но отрицал возможность чудес: бог сам не может нарушить законы природы.
Эрнест Ренан написал многотомную «Историю происхождения христианства» (фр. Histoire des origines du christianisme, I—VIII, 1863—1883), в составе которой находится и книга «Жизнь Иисуса». Согласно Ренану, Иисус был реальной исторической личностью, а его «божественность» надо понимать без сверхъестественного оттенка, в смысле «человек, который приблизился к возвышенному идеалу человека ближе всех».
Впоследствии, с возникновением и развитием научных антропологии, культурологии и религиоведения, эвгемеризм уступает место другим теориям, объясняющим происхождение и сущность религии. Тем не менее отдельные его элементы становятся частью религиоведческой науки, а некоторые положения получают развитие в науке и философии XX века. Следы эвгемеризма можно встретить в трудах Зигмунда Фрейда («бог есть возвысившийся отец») и Роберта Грейвза.
В новейшей истории обожествление исторических личностей практически невозможно, но возник феномен эвгемеризации, выделенный Эриком Берном.

## Критика эвгемеризма
Обычно недостатком эвгемеризма считается то, что он видит в религии вымысел нескольких отдельных лиц, игнорируя своеобразие и самоценность этого явления, и непременно пытается найти в мифе реальное историческое содержание. Так, видный датский фольклорист Аксель Олрик подверг критике распространённую в начале XX века концепцию, согласно которой за сменой поколений богов в греческой мифологии стоит свержение предшествующих культовых систем. Для Олрика и других критиков эвгемеризма неприемлем его редукционизм, стремление свести комплексный феномен к целенаправленному или непреднамеренному искажению истории. С эвгемеристической точкой зрения на мифологию и религию категорически не согласен А. Ф. Лосев, указывающий на заключённое в этой теории внутреннее противоречие:

Логическая сущность евгемеризма настолько свидетельствует о ничтожности этого мифологического толкования, что о нём можно было бы не распространяться… Ведь сказать, что боги есть результат обожествления (даже не важно чего именно), это значит совершить логическую ошибку idem per idem: кто употребляет термин «обожествление», тот, очевидно, уже знает, что такое «бог»; а если он этого не знает, то значит, он определяет одно неизвестное при помощи другого неизвестного.

Хотя эвгемеризм в «чистом виде» в значительной мере утратил актуальность, его историческое значение для развития научного осмысления религии бесспорно. Выпускаемая издательством Macmillan «Энциклопедия религии» отмечает:

Эвгемеризм обладал влиянием на протяжении столетий. Даже в наши дни ни одно из исследований по истории религиоведения не обходится без упоминаний Эвгемера.